# Baldratia balchanensis
Baldratia balchanensis är en tvåvingeart som beskrevs av Fedotova 1992. Baldratia balchanensis ingår i släktet Baldratia och familjen gallmyggor.
Artens utbredningsområde är Turkmenistan. Inga underarter finns listade i Catalogue of Life.